# Макрон (вазописець)

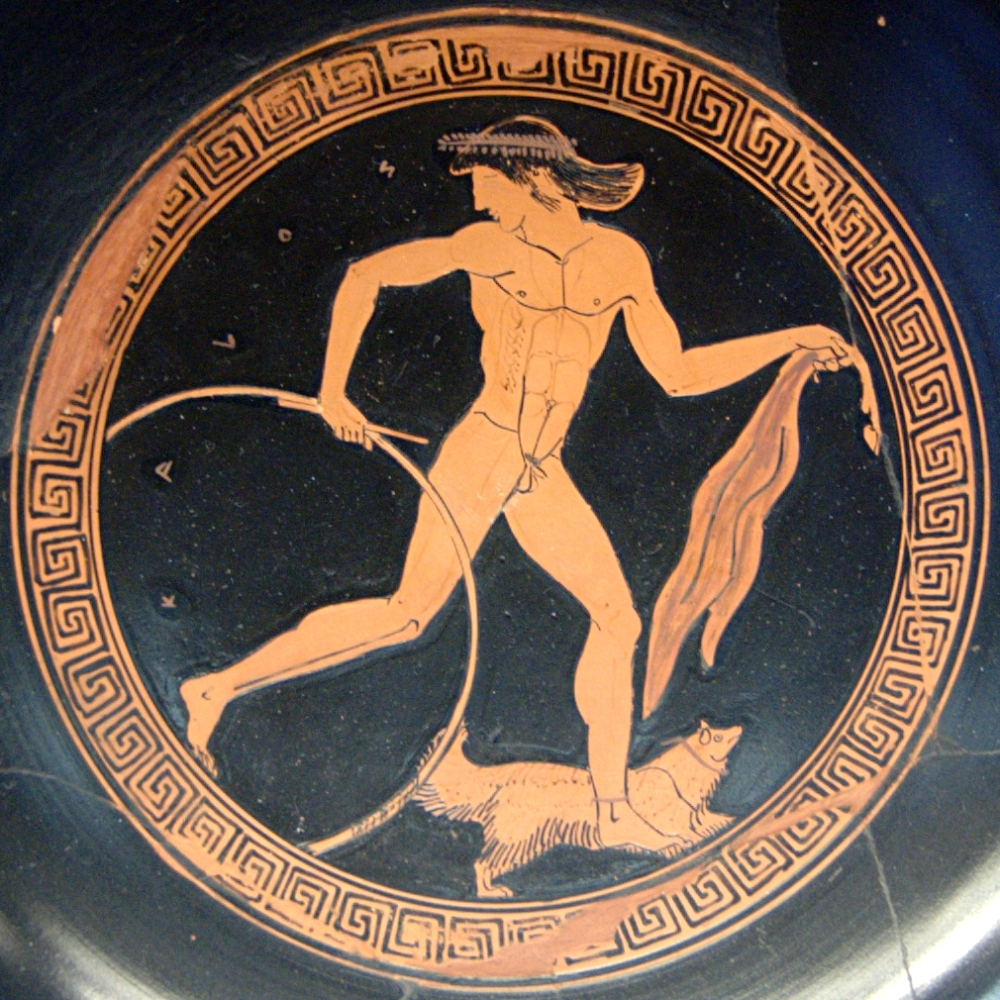
Кілікс із зображенням Еромена та написом улюбленця, вазописець Макрон

Макрон — давньогрецький художник, працював в Афінах близько 490–480 років до н. е. Хоча відомий тільки одик підпис майстра, його аторству нині приписується близько 350 ваз, що робить його одним з вазописців червонофігурної техніки із найбільшою кількістю вцілилих робіт. Дослідник класичності Джон Бізлі описав його 339 творів, з яких 330 — блюда. Багато існує свідчень того, що Макрон розписував посуд у великих кількостях для збуту на масовому ринку.
Макрон найбільш відомий розписом скіфоса, який у повній мірі виявив його вмінням зображувати фігури більш натуралістично у порівняння з іншими сучасними художниками. Зокрема, його манера змальовувати драпірування одягу настільки реалістична, що ніби передає рух. На боці B цього скіфосу зображена Єлена Троянська із вільно спадаючим одягом, що відкриває її тіло. Макрон зобразив її одяг прозорим, промальовуючи контури її тіла під драпіруванням.